# Greer Garson
Greer Garson, nome completo Eileen Evelyn Greer Garson (Londra, 29 settembre 1904 – Dallas, 6 aprile 1996), è stata un'attrice e cantante britannica naturalizzata statunitense.
Fu candidata sette volte al premio Oscar e vincitrice dell'Oscar alla miglior attrice protagonista nel 1943 per l'interpretazione in La signora Miniver.

## Biografia

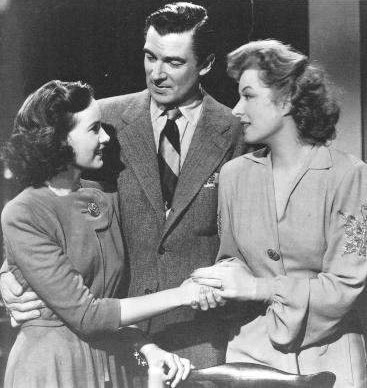
Greer Garson (a destra) con Teresa Wright e Walter Pidgeon nel film La signora Miniver (1942)

Nata a Manor Park, nell'Essex, i suoi genitori erano George Garson (1865–1906), un commesso di origini scozzesi, e Nancy ("Nina") Sophia Greer (morta nel 1958), di origini irlandesi. Frequentò il corso di Belle Arti all'Università di Londra, con l'intenzione di diventare insegnante. Iniziò però a lavorare in un'agenzia di pubblicità e contemporaneamente comparve in alcune produzioni teatrali locali filodrammatiche a Birmingham, sino al debutto nel 1933 con Laurence Olivier in Gold Arrow.

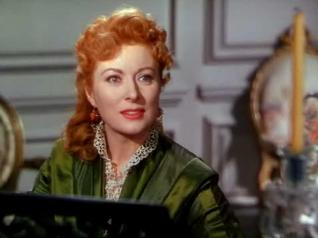
Greer Garson nel film La saga dei Forsyte (1949)

Venne scoperta nel 1936 da Louis B. Mayer, che si trovava a Londra in cerca di nuovi talenti, e si trasferì nel 1937 a Hollywood, dove iniziò a lavorare con un contratto alla Metro-Goldwyn-Mayer. Debuttò sugli schermi americani con il film Addio, Mr. Chips! (1938), che le fece guadagnare la prima candidatura agli Oscar, premio che ottenne poi nel 1943 per il film La signora Miniver (1942). Dopo il trasferimento negli Stati Uniti divenne una delle attrici più popolari interpretando con efficacia ruoli di donne dotate di nobili sentimenti.
Nel 1962, quando Sophia Loren vinse l'Oscar per La ciociara, fu Greer Garson a ritirare il premio, a causa dell'assenza dell'attrice italiana che fu intervistata il giorno dopo a Roma da Lello Bersani. Non fu la prima volta: già nel 1952 aveva ritirato quello vinto da Vivien Leigh per Un tram che si chiama Desiderio.

## Vita privata
Garson si sposò tre volte. Il suo primo matrimonio, il 28 settembre 1933, fu con Edward Alec Abbot Snelson (1904–1992), un funzionario britannico che divenne un noto magistrato e un esperto di problemi indiani. Dopo la luna di miele in Germania, egli tornò al suo incarico a Nagpur, una città nel centro dell'India, mentre lei scelse di tornare da sua madre e al teatro in Gran Bretagna. Si seppe che Snelson soffri nel perderla ed avrebbe visto più volte tutti i suoi film a Nagpur. Il matrimonio fu formalmente sciolto solo nel 1943.
Il suo secondo matrimonio, il 24 luglio 1943, fu con Richard Ney (1916–2004), un giovane attore che aveva interpretato suo figlio in Mrs. Miniver. La relazione era sotto continuo interesse mediatico a causa della differenza di età tra loro di 12 anni. La MGM sosteneva che Garson fosse solo tre anni più anziana di Ney e tentò di dipingerli come una coppia felice, ma il matrimonio era tormentato. Essi divorziarono nel 1947, dopo vari tentativi di riconciliazione. Ney infine divenne un analista di Borsa, consulente finanziario e autore.

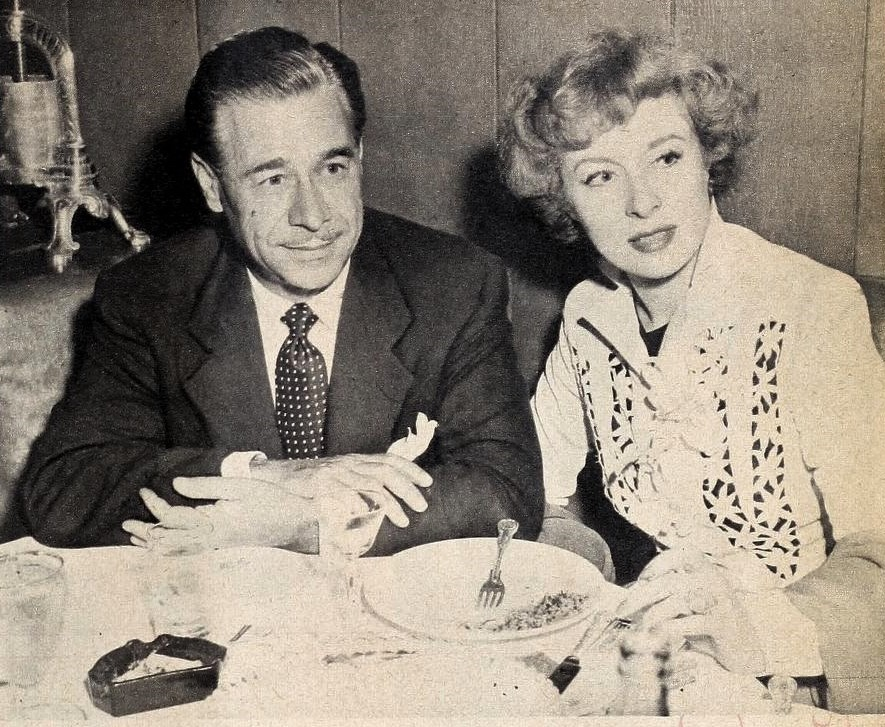
Buddy Fogelson e Garson nel 1948

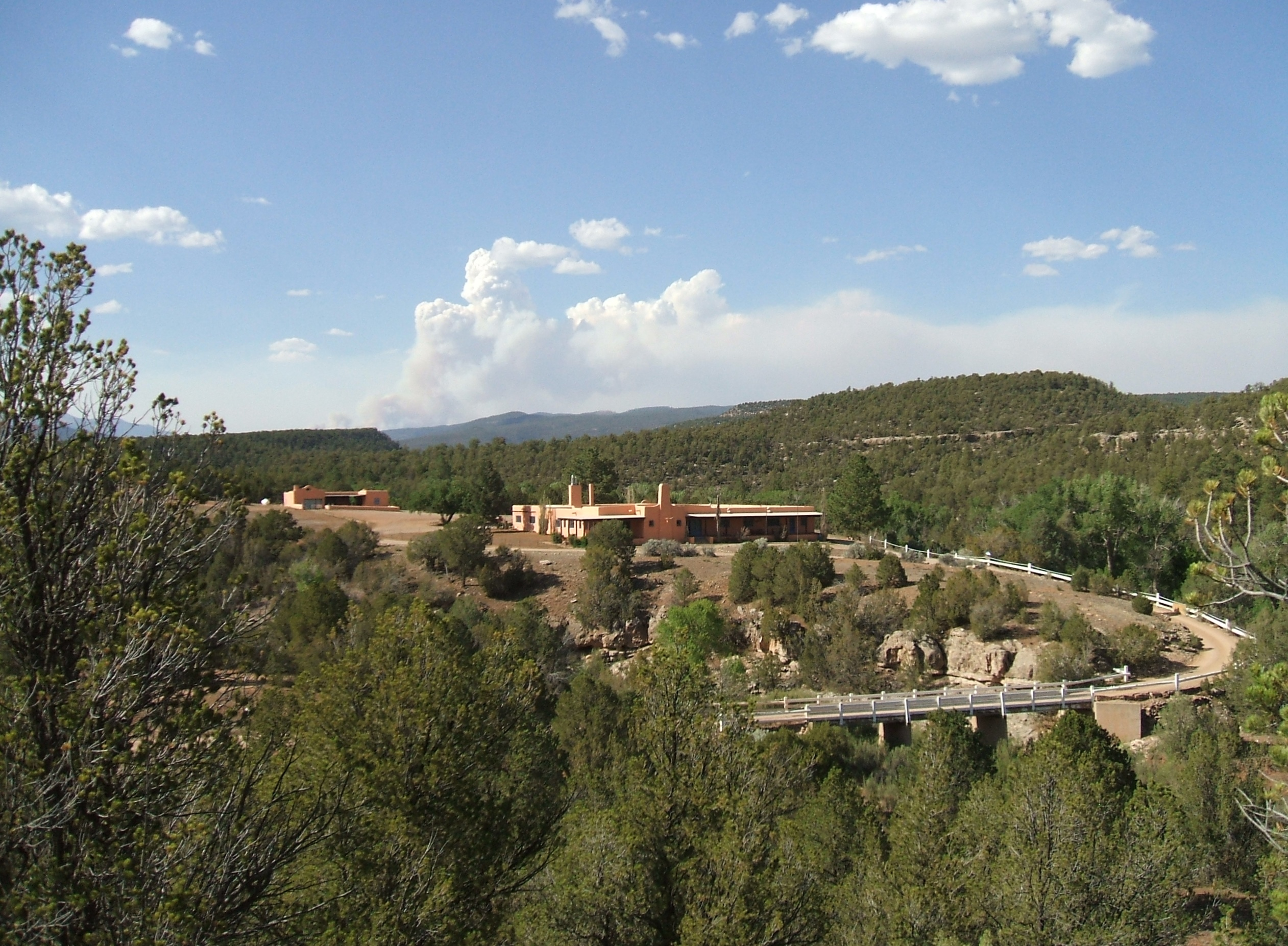
Residenza a Forked Lightning Ranch, Nuovo Messico

Il suo terzo matrimonio ebbe luogo nel 1949 con E.E. "Buddy" Fogelson (1900–1987), un petroliere milionario e allevatore di cavalli. Nel 1967, la coppia si ritirò nel loro Forked Lightning Ranch in Nuovo Messico. Acquistarono la US Hall of Fame Ack Ack dalla proprietà di Harry F. Guggenheim nel 1971, ed ebbero successo come allevatori. Tennero anche una casa a Dallas, dove Garson fondò il Greer Garson Theatre alla Southern Methodist University. Ella istituì una dotazione permanente per il Fogelson Honors Forum presso la Texas Christian University (TCU), alma mater di Buddy Fogelson, nei pressi di Fort Worth.
Nel 1951, Garson acquisì la doppia cittadinanza del Regno Unito e degli Stati Uniti d'America. S'iscrisse al Partito Republicano, e nel 1966 le fu chiesto di candidarsi al Congresso per i Repubblicani contro i Democratici ma declinò l'invito. Era una devota presbiteriana.
Durante i suoi ultimi anni Garson fece atti di filantropia. Donò parecchi milioni di dollari per la costruzione del Greer Garson Theatre sia alla Santa Fe University of Art and Design che alla Meadows School of the Arts della Southern Methodist University a tre condizioni: 1) i palchi dovevano essere circolari;  2) il primo spettacolo doveva essere Sogno di una notte di mezza estate di William Shakespeare; 3) dovevano esserci camerini ampi per la attrici.

### Decesso
Garson trascorse gli ultimi anni della sua vita in una suite di attico al Presbyterian Hospital di Dallas, dove morì per un attacco cardiaco il 6 aprile 1996, all'età di 91 anni. È sepolta di fianco al marito nello Sparkman-Hillcrest Memorial Park Cemetery di Dallas.

## Filmografia

### Cinema

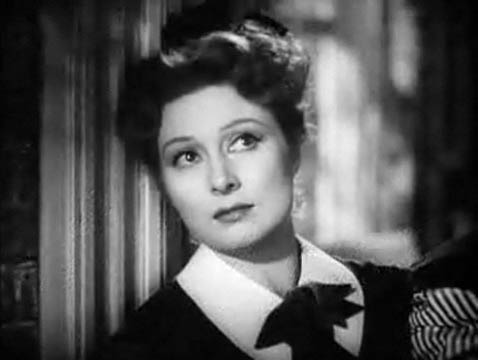
Greer Garson in Orgoglio e Pregiudizio (1940)

- Inasmuch, regia di Alec Saville (1934)
- Addio, Mr. Chips! (Goodbye, Mr. Chips), regia di Sam Wood (1939)
- Una donna dimentica (Remember?), regia di Norman Z. McLeod (1939)
- Orgoglio e pregiudizio (Pride and Prejudice), regia di Robert Z. Leonard (1940)
- Fiori nella polvere (Blossoms in the Dust), regia di Mervyn LeRoy (1941)
- Quando le signore si incontrano (When Ladies Meet), regia di Robert Z. Leonard (1941)
- La signora Miniver (Mrs. Miniver), regia di William Wyler (1942)

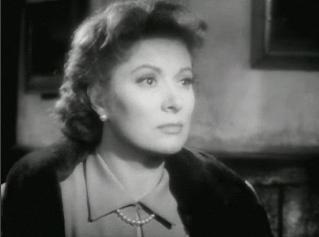
Greer Garson in La signora Miniver (1942)

- Prigionieri del passato (Random Harvest), regia di Mervyn LeRoy (1942)
- Madame Curie, regia di Mervyn LeRoy (1943)
- La signora Parkington (Mrs. Parkington), regia di Tay Garnett (1944)
- La valle del destino (The Valley of Decision), regia di Tay Garnett (1945)
- Avventura (Adventure), regia di Victor Fleming (1945)
- Desiderami (Desire Me), regia di George Cukor (1947)
- La bella imprudente (Julia Misbehaves), regia di Jack Conway (1948)
- La saga dei Forsyte (That Forsyte Woman), regia di Compton Bennett (1949)
- Addio signora Miniver (The Miniver Story), regia di Henry C. Potter (1950)
- L'avventuriera (The Law and the Lady), regia di Edwin H. Knopf (1951)

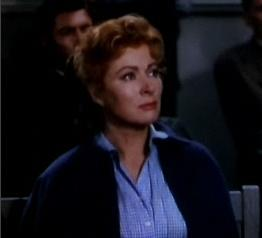
Greer Garson in L'orfana senza sorriso (1953)

- L'orfana senza sorriso (Scandal at Scourie), regia di Jean Negulesco (1953)
- Giulio Cesare (Julius Caesar), regia di Joseph L. Mankiewicz (1953)
- Tra due amori (Her Twelve Men), regia di Robert Z. Leonard (1954)
- La straniera (Strange Lady in Town), regia di Mervyn LeRoy (1955)
- Sunrise at Campobello, regia di Vincent J. Donehue (1960)
- Pepe, regia di George Sidney (1960) - cameo
- Dominique (The Singing Nun), regia di Henry Koster (1965)
- Il più felice dei miliardari (The Happiest Millionaire), regia di Norman Tokar (1967)
- Hollywood... Hollywood (That's Entertainment, Part II), regia di Gene Kelly (1976)

### Televisione
- General Electric Theater – serie TV, episodi 5x02- 5x17-8x17 (1956-1960)
- Telephone Time – serie TV, episodio 3x01 (1957)
- Il virginiano (The Virginian) – serie TV, episodio 9x08 (1970)

## Teatro
- Zia Mame, di Jerome Lawrence e Robert E. Lee, regia di Morton Da Costa. Broadhurst Theatre di Broadway (1958)
- St. Mark's Gospel, scritto e diretto da Alec McCowen. Playhouse Theatre di Broadway (1978)
- The Playboy of the Weekend World, di Emlyn Williams, regia di Peter Woodthorpe. Playhouse Theatre di Broadway (1978)
- On Golden Pond, di Ernest Thompson, regia di Craig Anderson. New Apollo Theatre di Broadway (1979)

## Riconoscimenti
- Premio Oscar
  - 1940 – Candidatura alla miglior attrice per Addio, Mr. Chips!
  - 1942 – Candidatura alla miglior attrice per Fiori nella polvere
  - 1943 – Miglior attrice per La signora Miniver
  - 1944 – Candidatura alla miglior attrice per Madame Curie
  - 1945 – Candidatura alla miglior attrice per La signora Parkington
  - 1946 – Candidatura alla miglior attrice per La valle del destino
  - 1961 – Candidatura alla miglior attrice per Sunrise at Campobello
- Golden Globe
  - 1961 – Miglior attrice in un film drammatico per Sunrise at Campobello

## Doppiatrici italiane
- Tina Lattanzi in Addio, Mr. Chips!, Una donna dimentica, Orgoglio e pregiudizio, Fiori nella polvere, La signora Miniver, Madame Curie, La signora Parkington, La valle del destino (dialoghi), Avventura, Desiderami, La saga dei Forsyte, Addio signora Miniver, L'avventuriera (dialoghi), L'orfana senza sorriso (dialoghi), Giulio Cesare, Tra due amori, La straniera
- Giovanna Scotto in Quando le signore si incontrano, Dominique
- Dhia Cristiani nelle parti cantate de La valle del destino e L'orfana senza sorriso
- Argentina Brunetti in Prigionieri del passato
- Wanda Tettoni nella parte cantata de L'avventuriera
- Rosetta Calavetta in Il più felice dei miliardari
- Vittoria Febbi nel ridoppiaggio di Orgoglio e pregiudizio
- Angiola Baggi nel ridoppiaggio di Madame Curie